# Óláfsdrápa sœnska
La Óláfsdrápa sœnska è un poema scaldico scritto da Óttarr svarti in onore del re svedese Olof Skötkonung.
Óttarr passò un periodo di tempo con il re svedese, e si adoperò per la pace tra Olof ed il re norvegese Olaf II di Norvegia.
I frammenti rimasti della Óláfsdrápa sœnska sono utili per la conoscenza della vita di Olof Skötkonung, dato che contraddicono il ritratto fatto da Snorri Sturluson che lo descriveva come un re passivo. Nella Óláfsdrápa sœnska Óttarr dice che Olof ha condotto gloriose spedizioni vichinghe in Europa orientale.